# Provvedimenti collegati
I provvedimenti collegati, ai sensi della legge italiana, sono dei disegni di legge che contengono interventi connessi alla realizzazione di una manovra finanziaria tramite una legge finanziaria (ora legge di stabilità).

## Storia
I provvedimenti collegati sono stati introdotti con la legge 1988, n. 362 che ha riformato la legge 1978, n. 468.
L'ultima modifica sul tema è stata apportata infine dalla L. 1999, n. 208, la quale fissa al 15 novembre il termine per la presentazione di tali disegni di legge in Parlamento da parte del Governo e sancisce il superamento del cosiddetto provvedimento collegato di sessione, esaminato congiuntamente con il disegno di legge di bilancio e di legge finanziaria.

## Caratteristiche
I disegni di legge collegati devono attenere a settori di intervento precedentemente indicati nel documento di programmazione economica finanziaria (DPEF) e devono avere contenuto omogeneo; in altre parole, i provvedimenti collegati attuano modifiche e riforme in particolari settori.